# الطرف (نجم)
أو لمدا الأسد Lambda Leonis اسمه التقليدي Alterf مشتق من الاسم العربي وهو نجم في كوكبة الأسد.
ينتمي الطرف إلى الفئة الطيفية K5 ويملك قدرا ظاهريا يبلغ +4.32 ويبعد حوالي 336 سنة ضوئية عن الأرض ولونه برتقالي.